# The Vast of Night
Pour plus de détails, voir Fiche technique et Distribution.
The Vast of Night est un film américain de science-fiction réalisé par Andrew Patterson sorti en 2019, mettant en scène Sierra McCormick et Jake Horowitz. Le film est écrit par Andrew Patterson (sous le pseudonyme de James Montague) et Craig W. Sanger. Librement inspiré de l'incident d'OVNI de Kecksburg et les disparitions de Foss Lake, le film se déroule dans les années 1950 au Nouveau-Mexique, où Fay Crocker (McCormick), une jeune standardiste et Everett Sloan (Horowitz), un animateur d'une radio locale découvrent un mystérieux signal radio qui pourrait être d'origine extraterrestre.
The Vast of Night fut diffusé pour la première fois au Slamdance Film Festival en janvier 2019. Amazon Studios a acquis les droits de distribution du film et le film sort le 29 mai 2020, notamment dans les ciné-parcs aux États-Unis et via la vidéo à la demande sur Prime Video. Le film a reçu un accueil critique positif, louant particulièrement la mise en scène, la cinématographie, l'authenticité historique et les performances de McCormick et Horowitz. Lors des 1ers Critics' Choice Super Awards en 2021, le film a reçu trois nominations, ainsi que plusieurs autres distinctions.

## Synopsis
Dans les années 1950, à Cayuga, au Nouveau-Mexique, Everett un jeune animateur radio aide à la préparation d'un match de basket-ball au lycée. Lui et son amie Fay testent son nouveau magnétophone, et Everett l'accompagne vers son travail de standardiste avant de commencer son propre quart de nuit à la station de radio. Fay écoute l'émission d'Everett, qui est interrompue par un mystérieux signal audio. Alors qu'elle reçoit un appel à propos d'un étrange phénomène, elle entend le même signal sur la ligne téléphonique. Fay appelle Everett, qui demande à ses auditeurs des informations sur le signal qu'il diffuse sur les ondes.
Un homme nommé Billy appelle et Everett le diffuse en direct. Billy explique qu'il a servi dans l'armée et a été transporté par avion dans un endroit très secret dans le désert. Tenus au secret militaire, lui et les autres membres du personnel ont construit un grand bunker souterrain pour abriter un énorme objet inconnu. S'éloignant de l'installation, il dit avoir entendu le même signal sur la radio de l'avion. Billy a développé une maladie pulmonaire qui, selon lui, a été causée par son séjour dans le désert et a appris d'autres cas où l'armée a enterré une cargaison similaire dans des endroits secrets, où le même signal a été entendu. Il explique que le son semble être un signal de communication, parfois transmis plus haut que tout objet artificiel ne pourrait voler.
L'appel est coupé, mais Billy rappelle et révèle que lui et les autres membres du personnel choisis pour ces projets étaient tous afro-américains ou mexicains, pour s'assurer qu'ils étaient moins susceptibles d'être crus par le public. Un de ses amis a réussi à enregistrer le signal et a envoyé des copies à Billy et à d'autres personnes qui ont travaillé sur ces projets; une cassette a été remise à un général de l'armée de l'air à Cayuga, maintenant décédé. Fay se rappelle que ses cassettes ont été données à la bibliothèque locale et part les voler. Everett et Fay trouvent l'enregistrement du signal et le diffusent, mais l'alimentation de la station de radio est coupée. Ils se précipitent vers le standard, où Fay reçoit de nombreux rapports de "quelque chose dans le ciel", et ils rencontrent Gerald et Bertsie, qui conduisaient à la poursuite d'un objet volant non identifié. Une femme âgée nommée Mabel appelle et propose de fournir plus d'informations sur le signal.
Everett et Fay se rendent chez Mabel, où ils la trouvent en train de réciter un message dans une langue inconnue. Alors qu'Everett enregistre leur conversation, Mabel affirme que les phénomènes observés à travers la ville sont des vaisseaux spatiaux, pilotés par des extraterrestres qui utilisent leur message pour hypnotiser et enlever des humains. Elle pense que les extraterrestres cibleront les personnes isolées alors que la majeure partie de la ville est au match de basket et soupçonne que les extraterrestres sont responsables de semer le conflit dans l'humanité, de l'alcoolisme à la guerre. Mabel demande à être emmenée sur le vaisseau extraterrestre pour retrouver son fils, qui a été enlevé il y a des années. Pas convaincu, Everett part avec Fay, qui récupère sa petite sœur Maddie, et ils partent en voiture avec Gerald et Bertsie à la poursuite de l'étrange phénomène. Gerald et Bertsie entrent en transe alors qu'Everett passe son enregistrement de Mabel prononçant le message extraterrestre, les faisant presque avoir un accident. Après l'étrange incident, Everett et Fay paniquent et s'enfuient avec Maddie dans les bois.
En se frayant un chemin à travers les bois, ils découvrent plusieurs arbres et branches qui ont été calcinés et repèrent une grande ouverture dans les arbres au-dessus de leur tête comme si un objet s'était écrasé. Everett reconnaît prudemment que les extraterrestres sont réels et peuvent se cacher à proximité. Lui et Fay, pris de panique courent jusqu'à ce qu'ils arrivent dans une clairière. Les deux prennent un moment pour reprendre leur souffle, mais ils voient la vérité quand ils découvrent une soucoupe volante planant à proximité. Ils regardent avec admiration le vaisseau spatial rejoindre un énorme vaisseau-mère dans le ciel, et le vent commence à tourbillonner autour d'eux. A Cayuga, la foule quitte le match de basket, mais Everett, Fay et Maddie ont disparu. Il ne reste que leurs empreintes et leur magnétophone.

## Distribution
- Sierra McCormick : Fay Crocker
- Jake Horowitz : Everett Sloan
- Gail Cronauer : Mabel Blanche
- Bruce Davis : Billy
- Greg Peyton : Benny
- Mark Banik : Gerald

## Production
Selon le réalisateur Andrew Patterson, le film est né de l'une des idées qu'il avait eues au cours de la décennie précédente, qui disait simplement : « les années 1950 en noir et blanc. Nouveau Mexique, atterrissage d'OVNI ». Patterson a écrit le scénario avec Craig W. Sanger, bien qu'il ait enregistré le scénario auprès de la WGA sous le pseudonyme James Montague, qui est également répertorié comme producteur. Patterson a également financé le film lui-même avec les revenus de son travail de production de publicités et de courts métrages pour l'Oklahoma City Thunder et d'autres. Il a été filmé en trois à quatre semaines avec un coût de 700 000 $.
Le film a été tourné principalement à Whitney, au Texas, à l'automne 2016, à partir de septembre. La ville a été choisie après avoir parcouru de nombreuses villes pour en trouver une avec le bon gymnase. Afin que les détails de la période soient corrects, l'équipe de production a retiré la ligne à trois points du terrain de basket dans le gymnase au coût de 20 000 $, et ils ont trouvé des standards téléphoniques fonctionnels qui étaient utilisés à ce moment-là. Le directeur de la photographie du film est M.I. Littin-Menz. Patterson a passé un an à monter le film.

## Sortie
Le film a été présenté en première au Slamdance Film Festival 2019 et a ensuite été projeté dans plusieurs autres festivals de cinéma. Amazon Studios a acquis le film en septembre 2019, et la bande-annonce est sortie le 6 février 2020.

## Accueil
Accueil critique
Sur le site Web Rotten Tomatoes, le film détient une cote d'approbation de 92 % sur la base de 209 critiques, avec une note moyenne de 7,84/10. Le consensus des critiques du site écrit : « Un thriller de science-fiction passionnant qui transcende ses pièges d'époque, The Vast of Night suggère de grandes choses pour le premier réalisateur Andrew Patterson. » Metacritic a attribué au film une note moyenne pondérée de 84 sur 100, sur la base de 35 critiques, indiquant une « acclamation universelle ».
David Fear of Rolling Stone a qualifié le film de « début ingénieux du réalisateur Andrew Patterson » Katie Rife de l'AV Club  écrit qu'il « réussit à être étrange et convaincant » et « malgré sa portée intergalactique, c'est un film intime, axé sur les personnages. ». Amy Taubin de Film Comment le décrit comme « une démonstration d'intelligence visionnaire dans la réalisation de  films », en le comparant aux premiers longs métrages de réalisateurs tels que Richard Kelly et Christopher Nolan. Meg Shields de Film School Rejects a salué la conception sonore comme « incontournable et essentielle » et le travail de caméra de M.I. Littin-Menz comme « tout simplement incroyable ». Pour, Variety Amy Nicholson qui fait l'éloge d'un film « charmant et inventif », écrit, « Au milieu du film, Patterson épate avec un travelling qui semble parcourir un demi-mile dans une rue calme, prendre un crochet gauche à travers un parking, sprinte à travers un match de basket en cours, et rejoint les gradins bondés avant de plonger par une fenêtre. Le genre d'effet tape-à-l'œil efficace qui va probablement amener le jeune Oklahoman a tourner quelque chose avec 20 fois le budget de The Vast of Night. Pourtant, l'ambition derrière cela est tout aussi impressionnante - tout comme la créativité de l'équipage pour transformer les limites financières en magie. » 
Pour Indiewire, Ryan Lattanzio a déclaré que « rien de tout cela ne fonctionnerait sans les performances d'Horowitz et McCormick, qui paraissent déjà emblématiques ». Jacob Oller du magazine Paste a énuméré la performance de McCormick sur Les 10 révélations cinématographiques de l'année, où ils ont particulièrement loué son travail dans « la scène de dix minutes, réalisée en une seule prise, impliquant McCormick travaillant au standard, essayant de trouver ce qui ne va pas dans la ville déserte... C'est juste McCormick là, exposée, portant le film pendant dix minutes ininterrompues. C'est un jeu d'acteur de niveau olympique et elle s'en sort avec panache, trouvant le tempo exact avec lequel rythmer son inquiétude croissante ».

## Récompenses et nominations
Au Slamdance Film Festival 2019, il a remporté le prix du public du meilleur long métrage narratif. Au Festival international du film de Toronto 2019  il a été nommé premier finaliste du People's Choice Award dans la catégorie Midnight Madness. Il a remporté le Grand Prix du Jury au Festival du film Overlook 2019, et un Prix spécial de la cinématographie au Festival international du film Hamptons 2019, et a été nommé pour le meilleur premier scénario aux Independent Spirit Awards  et Meilleur long métrage international au Festival international du film d'Édimbourg 2019. Aux Super Awards 2021 Critics 'Choice, il a reçu trois nominations pour le meilleur film de science-fiction / fantastique et le meilleur acteur et actrice dans un film de science-fiction / fantastique pour Horowitz et McCormick, respectivement,.